# Aphrodita sibogae
Aphrodita sibogae är en ringmaskart som först beskrevs av Horst 1916.  Aphrodita sibogae ingår i släktet Aphrodita och familjen Aphroditidae. Inga underarter finns listade i Catalogue of Life.